# 병존적 채무인수
병존적 채무인수(倂存的 債務引受)란 종래의 채무자의 채무를 면제시키지 않고 제3자(인수인)가 채권관계에 가입해서 종래의 채무자와 더불어 새로이 동일한 채무를 부담하는 계약이다. 중첩적, 부가적, 첨가적, 확보적 채무인수라고도 하기도 한다. 병존적 채무인수는 처분행위가 아니며 단순히 채권행위로서의 성질만 가진다. 면책적 채무인수인지 병존적 채무인수인지가 불분명할 경우 병존적 채무인수로 본다. 병존적 채무인수가 있는 경우 종래의 채무자는 채무를 면하지 못하고 인수인은 종래의 채무자의 채무와 동일한 채무를 부담하게 된다. 대법원은 채무자와 인수인과의 관계에 대해 "중첩적 채무인수에서 채무자의 부탁 없이 채권자와의 계약으로 채무를 인수하는 것은 매우 드문 일이므로 채무자와 인수인은 원칙적으로 주관적 공동관계가 있는 연대채무관계에 있고, 인수인이 채무자의 부탁을 받지 아니하여 주관적 공동관계가 없는 경우에는 부진정연대관계에 있는 것으로 보아야 한다"고 판시하였다.

## 병존적 채무인수계약서
채권자(갑), 채무자(을), 채무인수인(병)은 다음과 같이 병존적 채무인수 계약을 체결한다.
다음
1. 대상 채무 : 갑, 을간 20  .   .   .자 계약에 따라 을이 갑에 대하여 부담하는 채무 000000원(변제기, 지연이자 등 표기)

2. 을이 갑에 대하여 20XX.  .  . 현재 부담하고 있는 위 대상 채무를 병이 인수받아 을과 연대하여 갑에게 성실히 변제할 것을 확약하고 갑은 이를 승낙한다.

3. 본 계약에 따라 갑은 제1조의 대상 채무를 을과 병에 대하여 동시에 또는 순차적으로 변제를 청구할 수 있다.

20XX. X. X
갑(채권자)       :
```
                      주소
```

을(채무자)       :
```
                      주소
```

병(채무인수인) :
```
                      주소
```

## 판례

### 병존적 채무인수에서 채무자와 인수인간의 관계
- 중첩적채무인수인이 채권자에 대한 손해배상채권을 자동채권으로 하여 채권자의 자신에 대한 그 채권에 대하여 대등액에서 상계의 의사표시를 하였다면 연대채무자 1인이 한 상계의 절대적 효력을 규정하고 있는 민법 제418조 제1항의 규정에 의하여 다른 연대채무자인 원채무자의 채권자에 대한 채무도 상계에 의하여 소멸되었다고 보아야 한다.[2]

## 같이 보기
- 면책적 채무인수